# Златан Клокић
Златан Клокић (Прњавор, СФРЈ, 15. август 1983) бошњачки је политичар и инжењер електротехнике. Садашњи је министар за европске интеграције и међународну сарадњу Републике Српске и функционер Савеза независних социјалдемократа (СНСД).

## Биографија
Рођен је у Прњавору, гдје је завршио основну и средњу школу, а Електротехнички факултет завршио у Бањој Луци.
Од децембра 2009. године, па до избора на министарско мјесто био је запослен у „Електродистрибуцији“ Прњавор, на пословима инжењера за техничку припрему, те руководиоца радне јединице.